# テルル酸
テルル酸(Telluric acid)は、Te(OH)6の化学式で表わされる化合物である。水溶液中で安定な白色固体である。結晶系は、菱面体晶と単斜晶の2つの形があるが、どちらも正八面体のTe(OH)6分子から構成される。テルル酸は、二価の弱酸で、強塩基との反応でテルル酸塩、弱塩基との反応やテルル酸塩の水による加水分解でテルル酸水素塩を形成する。

## 製法
テルル酸は、過酸化水素、三酸化クロム、過酸化ナトリウム等の強力な酸化剤によるテルルまたは二酸化テルルの酸化によって生成する。
{\displaystyle {\ce {TeO2\ + H2O2\ + 2H2O -> Te(OH)6}}}
10℃以下の温度でのテルル酸水溶液の結晶化により、四水和物Te(OH)6・4H2Oが生成する。これは、酸化速度は遅いものの、以下の反応の電極電位式で表わされるように、酸化剤として働く。
{\displaystyle {\ce {{H6TeO6}+{2H^{+}}+2{\mathit {e}}^{-}\rightleftarrows \ {TeO2}+4H2O\ }}} {\displaystyle E^{\circ }=+1.02{\rm {V}}}

## 性質と反応
無水酸は、100℃の空気中で安定であるが、この温度を超えると脱水し、白色吸湿性粉末のポリメタテルル酸（おおよその組成(H2TeO4)10）とシロップ状のアロテルル酸（おおよその組成{\displaystyle {\ce {(H2TeO4)3(H2O)4}}}）を形成する。
この酸の塩は、アニオン{\displaystyle {\ce {[Te(O)(OH)5]^-}}} と {\displaystyle {\ce {[Te(O)2(OH)4]^{2-}}}} を含む。テルル酸イオン {\displaystyle {\ce {TeO4^{2-}}}} の存在は {\displaystyle {\ce {Rb6[TeO^5][TeO4]}}} の固体構造で確認されている。300℃以上に強加熱すると、α結晶構造の三酸化テルルα-TeO3が得られる。ジアゾメタンとの反応では、ヘキサメチルエステルTe(OMe)6が得られる。
テルル酸とその塩のほとんどは、6配位のテルルを含むv。これは、モリブデン酸マグネシウムと同形で正八面体のTeO6を含むテルル酸マグネシウムMgTeO4の時も同様である。

## テルル酸のその他の形
硫酸H2SO4のテルルのアナログであるメタテルル酸H2TeO4は知られていない。おおよそH2TeO4)3(H2O)4の組成を持つアロテルル酸は、良く性質が分かっておらず、Te(OH)6と(H2TeO4)の混合物である可能性がある。

## その他のテルルの酸
酸化数+4のテルルを含む亜テルル酸(H2TeO3)は知られているが、性質は良く分かっていない。テルル化水素は不安定な気体で、水を加えるとテルル化水素酸となる。